# Sperrstelle Flühli

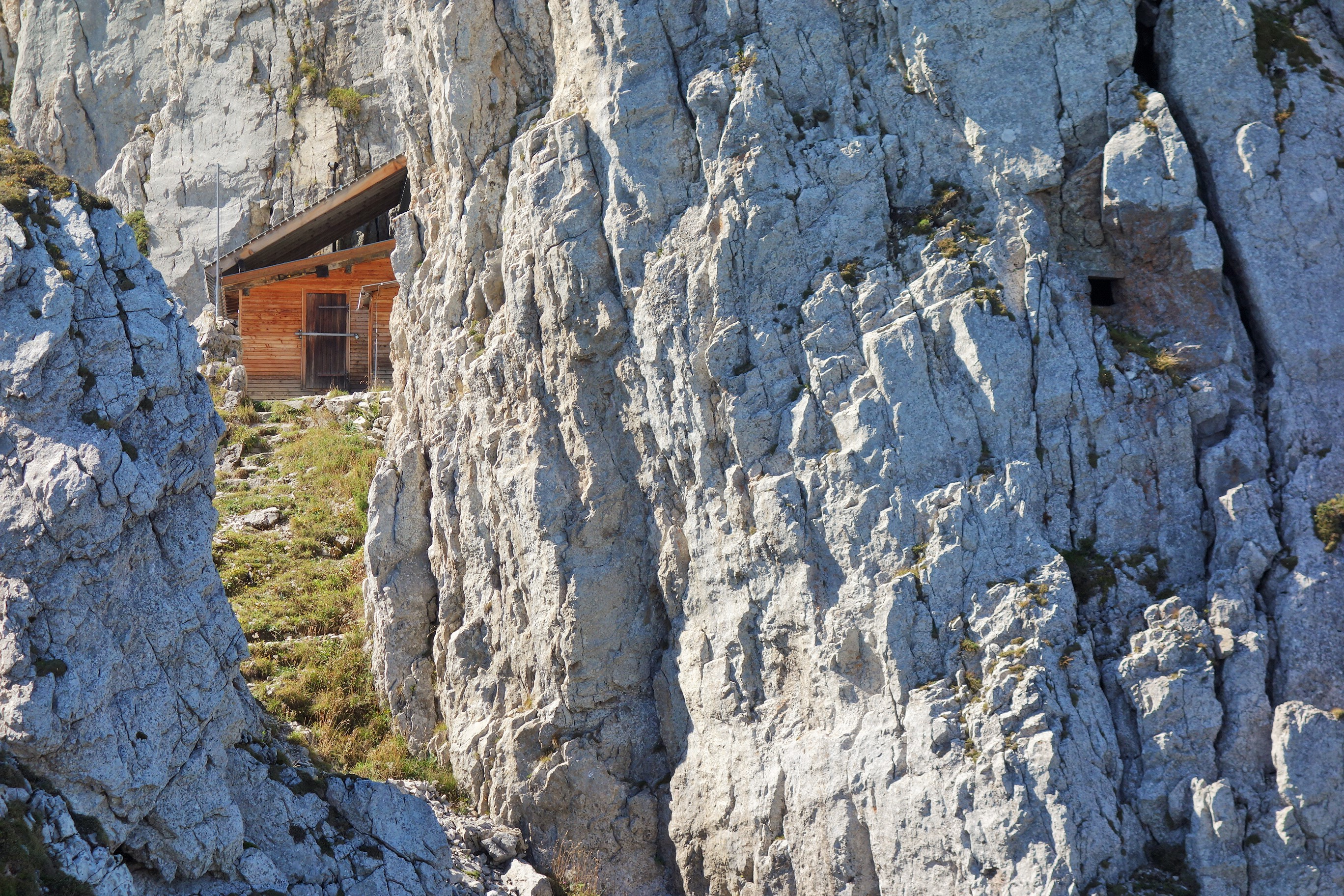
Infanteriewerk Strick A 2363 mit Scharte (rechts)

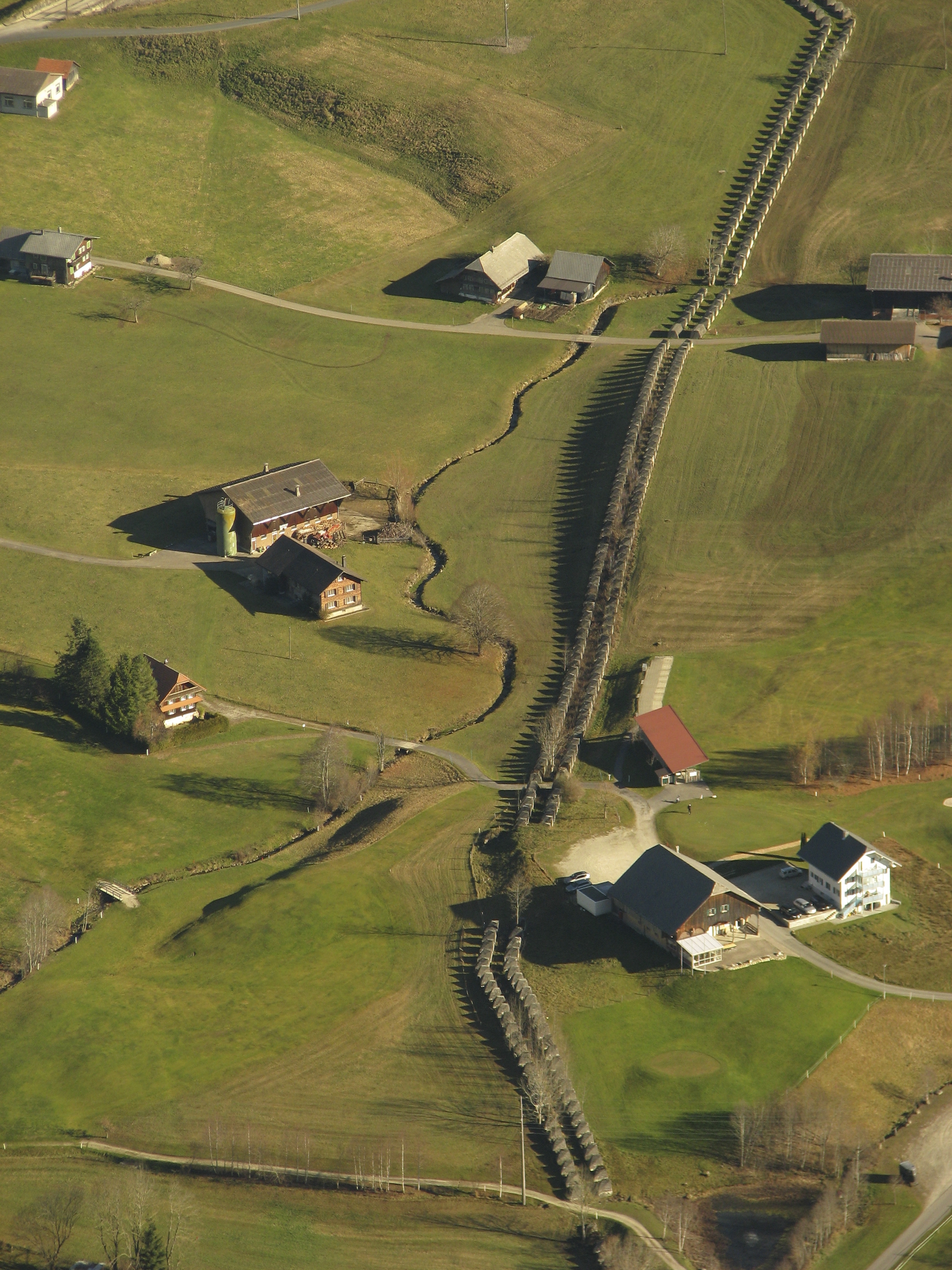
Panzersperre Bunihus, Flühli

Die Sperrstelle Flühli in Flühli, Kanton Luzern, war eine im Zweiten Weltkrieg von 1941 bis 1944 von der 8. Division errichtete Sperre der Schweizer Armee. Sie hatte zusammen mit den benachbarten Sperrstellen einen gegnerischen Vorstoss über den Brünigpass und Richtung Gotthard zu verhindern. 
Die Sperrstellen sind deklassiert, grösstenteils erhalten und teilweise geschützt. Diejenigen von Flühli und Bumbachtal-Schrattenfluh gelten als Sperrstellen von nationaler Bedeutung (ausgedehntes dreireihiges Höckerhindernis, Panzerkuppel Glockmatt, Rotbachsperre usw.)

## Geschichte
Nach dem Fall Frankreichs Ende Juni 1940 befahl die Armeeleitung die Einstellung fast aller Befestigungsarbeiten an der ersten Armeestellung (Limmatstellung) und den Rückzug des Gros der Armee ins Reduit. Am 3. Juli 1940 – 22 Tage vor dem Rütlirapport – begann der etappenweise Rückzug der 16'000 Mann der 8. Division des 2. Armeekorps unter Alfred Gübeli von der Limmatstellung mit Märschen in seinen eigentlichen Reduitraum zwischen Hohgant im hinteren Emmental bis Stilaub (Finsterwald). Das Zürcher Gebirgsschützenbataillon 6 des Gebirgsinfanterieregimentes 37 traf am 10. September 1940 in seinem Reduitraum in Schangnau im Emmental ein, wo es mit Unterbrüchen bis im Oktober 1944 verblieb.
Vom 17. Juli 1940 bis 15. Mai 1941 übernahm das 3. Armeekorps die Kampfgruppen «Brienzergrat» (Infanterieregiment 37) und «Vierwaldstättersee» (verstärkte 8. Division) des 2. Armeekorps, um die nördliche Abwehrfront Hohgant–Schrattenfluh–Schimberg–Pilatus zu verteidigen. Man erwartete, dass ein feindlicher Vorstoss nebst Lötschberg und Gotthard in erster Linie der Brünigachse gelten würde.
1947 wurden drei Reduitbrigaden neu geschaffen. Die Reduitbrigade 22 (R Br 22 «Ob- und Nidwalden, Oberhasli») übernahm mit der Werkkompanie 27 und dem Füsilierbataillon 189 dieses Gebiet von der 8. Division. In den 1980er Jahren wurde die Sperrstelle Flühli zugunsten der Sperrstelle Hirsegg aufgegeben. Mit der Armee 61 wurden die Reduitbrigaden dem Gebirgsarmeekorps 3 unterstellt und 1994 mit der Armee 95 abgeschafft.

## Sperrstelle Wanegg
Im Bereich Wanegg (Schimbrig) war die Strasse von Finsterwald über den Glaubenberg nach Sarnen durch drei Infanteriewerke abgedeckt.
- Infanteriewerk Ellegg A 2314: 1 Pak, 2 Mg. 1989 desarmiert ⊙
- Infanteriewerk Wanegg A 2316: 2 Mg ⊙
- Infanteriewerk Schafschirmberg A 2319:  1 Pak, 2 Mg, Seilbahn	⊙ ⊙
- Unterstand A XXXX ⊙
- Militärseilbahn MSB 44 Risch – Infanteriewerk Schafschirmberg ⊙

## Sperrstelle Flühli
Im Gebiet Flühli (Mariental) sperrten rund 370 Mann die Ebene südlich Flühli in Richtung Sörenberg–Glaubenbielen–Giswil. 1941 wurden die Bauarbeiten bei der Festung Felskopf durch zivile Unternehmen begonnen. Bei Bunihus wurde ein Barackendorf als Unterkunft für die Soldaten und die Betonhöcker beim Rotbach erstellt. Die Bauarbeiten wurden 1944 mit Kosten von 3,3 Millionen Franken, davon 1,9 Millionen für Festungswerke abgeschlossen und dem der Festungswacht-Kompanie 15 in Stans für den Unterhalt übergeben. Zusammen mit der dahinter liegenden Sperrstelle Hirsegg bildete sie die stärkste Sperrstelle im Gebiet der 8. Division.
Die drei Infanteriewerke Warmendossen, Felskopf und Blaufels bildeten das Rückgrat der Sperrstelle. Sie wurden vom Infanterieregiment 37 und später von der Werkkompanie 27 mit je 43 Mann (1944) besetzt. Sie besassen eine Notstromgruppe, Kollektiv-Maskenschutz und Wasserversorgung. Die Unterkünfte waren im Zugangsstollen (Blaufels) oder in einer Baracke vor dem Werkeingang (Felskopf). Die Anlagen wurde 1991 desarmiert und 2001 aus der Geheimhaltung entlassen (entklassifiziert). 
- Infanteriewerk Warmendossen A 2346: 7,5 cm Kanone L30 auf Hebellafette, zwei Mg 11, 4,7 cm Pak 41,  1970er: Umbau auf 9 cm Pak 50 ⊙
- Unterstand Kragenboden 2 A 2347 ⊙
- Unterstand Kragenboden 1 A 2348 ⊙
- Infanteriewerk Felskopf A 2349: 24mm Tankbüchse Tb 41, fünf Mg 11, drei 4,7 cm Pak 41.⊙
- Unterstand A 2350 ⊙
- Unterstand A 2351 ⊙
- Beobachter Gloggenmatt A 2352 mit Stahlglocke ⊙
- Infanteriewerk Blaufels (Kurzhütten) A 2353: zwei Mg 11, zwei 4,7 cm Pak 41 mit Janecek-Mündungsaufsatz ⊙
- Dreireihiges Geländepanzerhindernis GPH Flühli T 1414 ⊙⊙⊙⊙⊙⊙⊙[3][4]
- Unterstand Rappersbüel, Sörenberg 1173 ⊙
- Unterstand Schlagweid, Sörenberg 901 ⊙
- unterirdische Militärbäckerei Rübihütte, Glaubenbielen, Giswil (Inf Rgt 37) ⊙

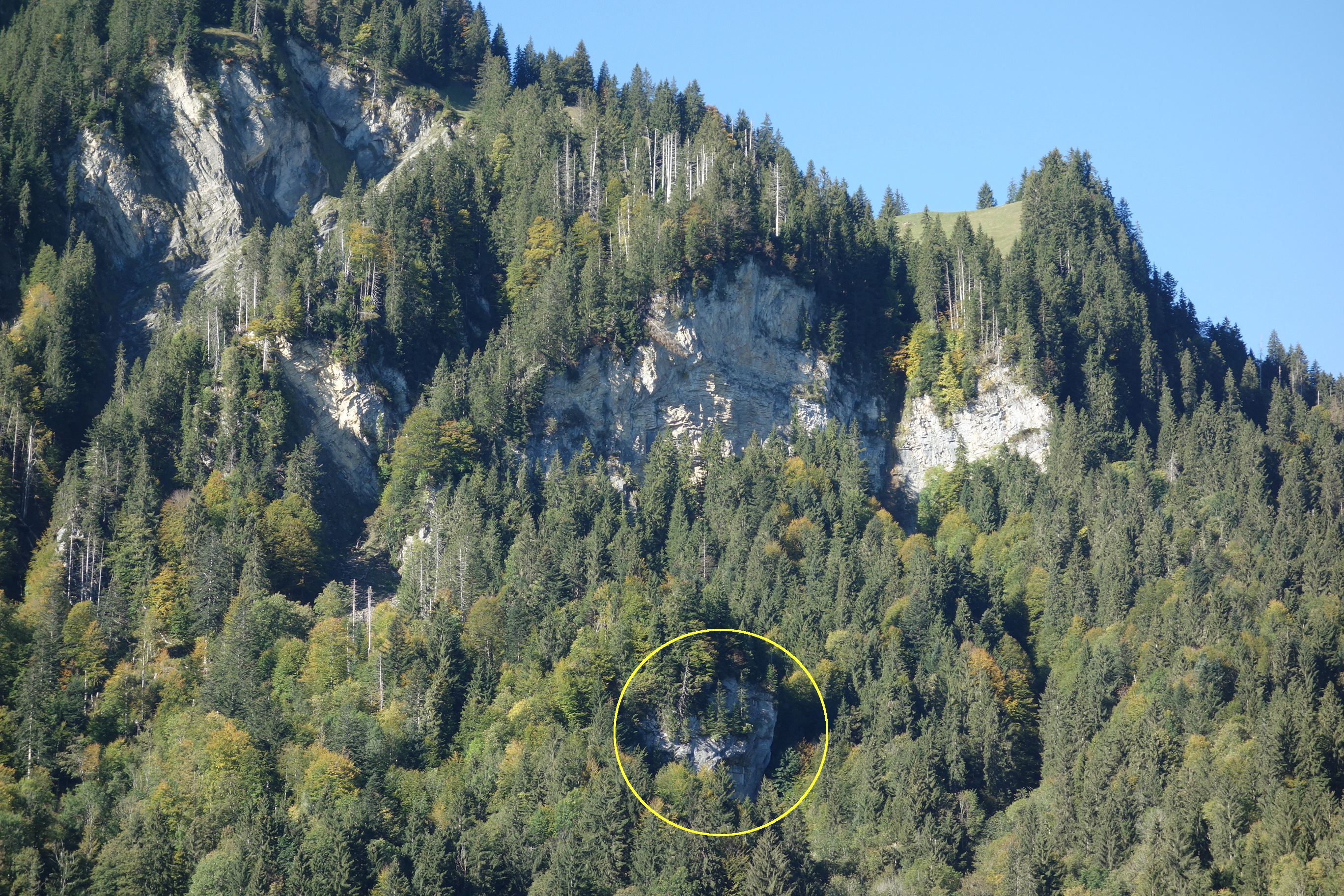
Infanteriewerk Blaufels
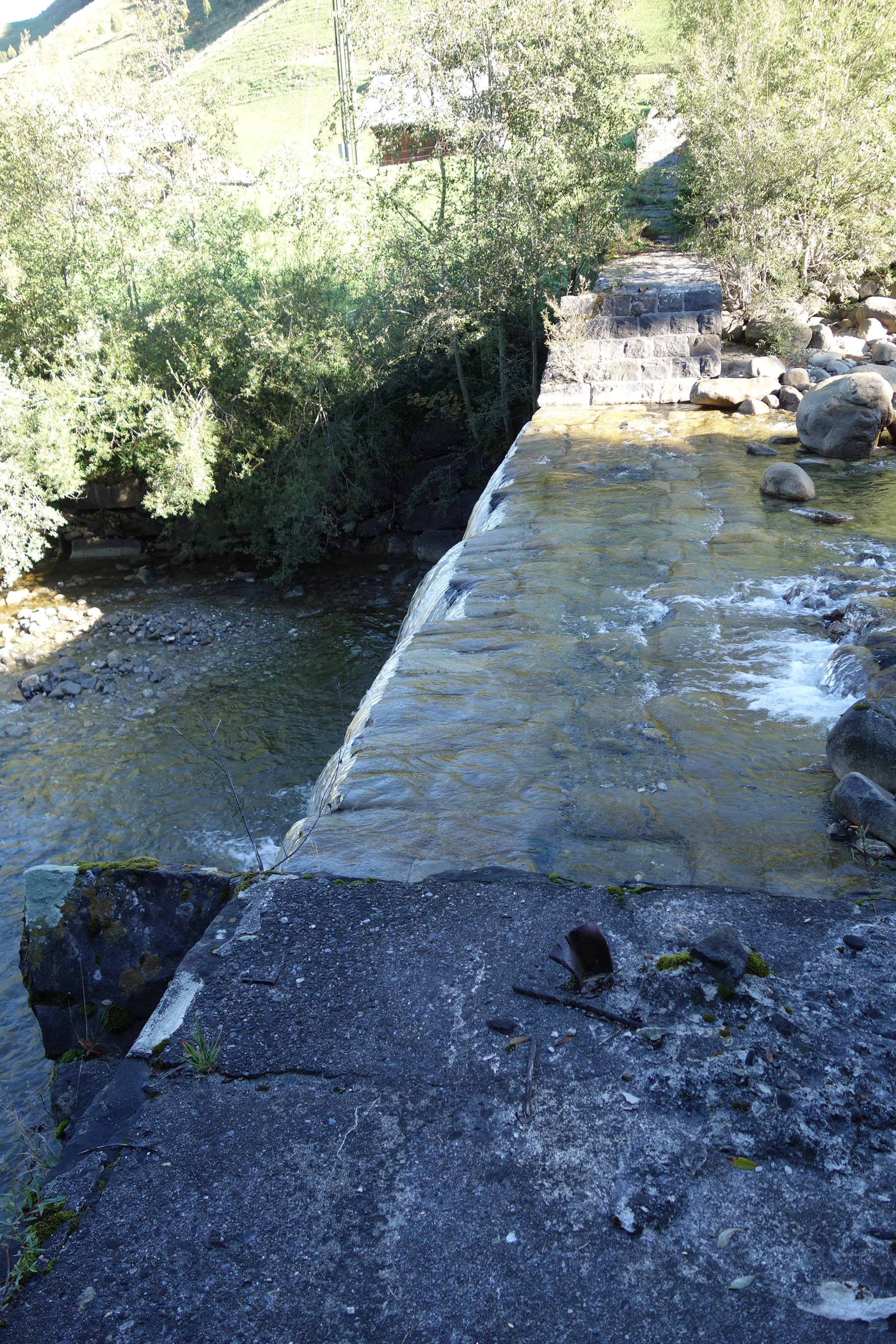
Rotbachsperre
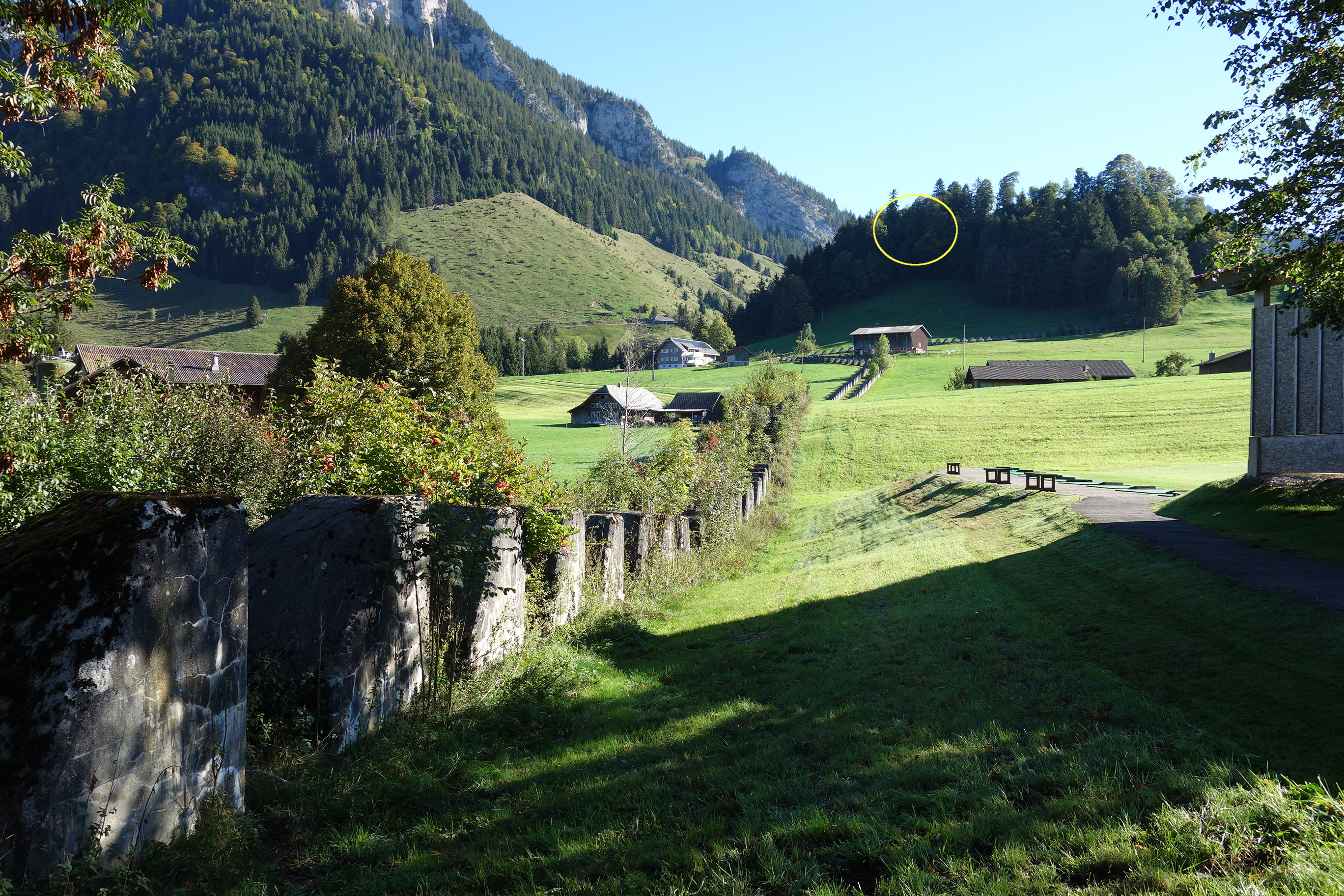
Geländepanzerhindernis Flühli mit Infanteriewerk Felskopf
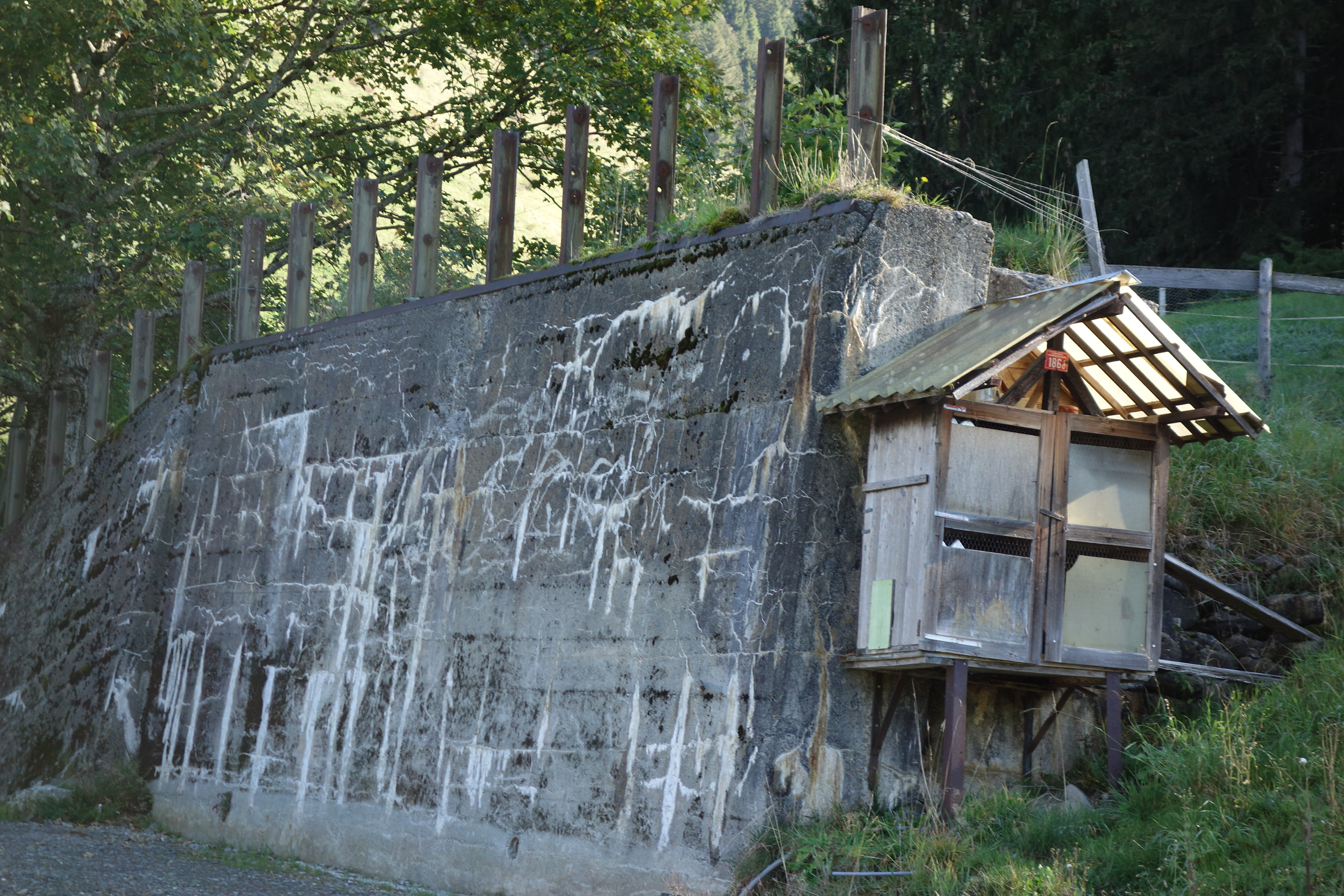
GPH Mauer Bunihus
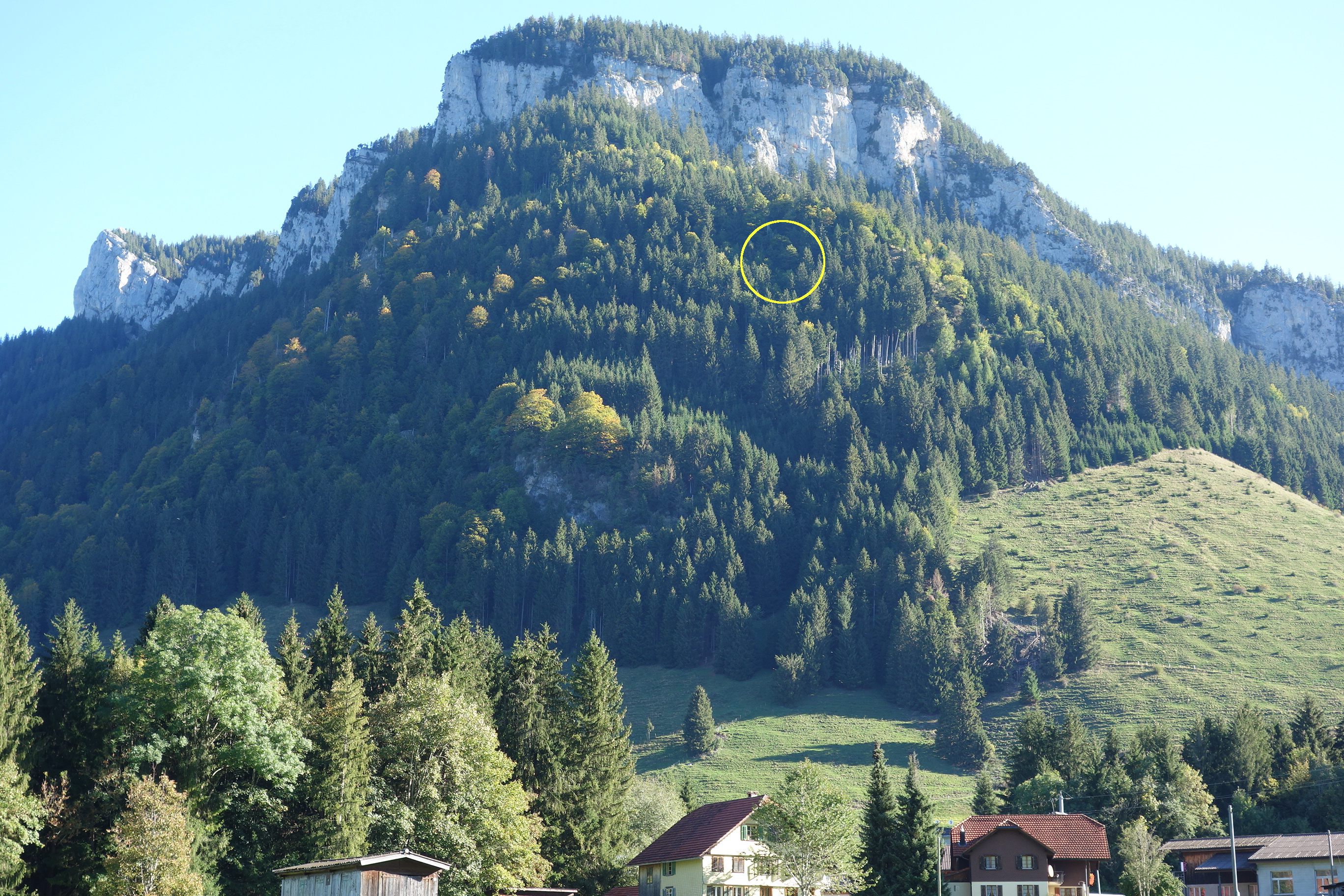
Infanteriewerk Warmendossen

## Sperrstelle Hirsegg
Im August 1940 rekognoszierte die «Gruppe Brienzergrat» die Stellung bei der Hirseggbrücke. In diesem Raum wurde die Sperrstelle Hirsegg durch die 8. Division vom Frühjahr 1941 bis 1944 mit einem Geländepanzerhindernis, zwei Strassenbarrikaden und dem Infanteriewerk Hirsegg erstellt. Ein grosser Teil ist heute abgebrochen.
Das Werk war mit einem Zürcher Motor, zwei Generatoren und einer Materialseilbahn ausgerüstet. Die Anlage diente lange als Übungswerk mit Zielhang. Mitte der 1980er Jahre wurde die Anlage als Prototyp einer Felsenanlage saniert und modernisiert. Der Eingang wurde gegen Direktbeschuss mit Steinkörben abgedeckt, die Notstromgruppe ersetzt, die Kampfstände angepasst sowie Munitionslager und eine Unterkunft mit neun Betten erstellt. 1994 waren 19 Mann der Werkkompanie 27 zugeteilt. Die Bewaffnung umfasste ein 9 cm Pak 50, ein Mg 51 und einen Beobachter. Das Werk wurde 1994 entklassifiziert.
- Infanteriewerk Hirsegg A 2354 ⊙
- Kommandoposten Infanterieregiment 37 A 2355: 1950 als Telefonzentrale umgebaut. ASU 7S/T F15200 als Permanente Militärzentrale ersetzt.⊙
- Unterstand Hirsegg, Flühli 800 ⊙
- Unterstand Hirseggli, Flühli 655 ⊙
- GPH Hirseggbrücke T 1416 ⊙[5]

## Sperrstelle Schrattenfluh
Die 16 Objekte der Verteidigungsstellung Schrattenfluh (Kanton Luzern) wurden entlang der Kammlinie der Schrattenfluh vom Heidenloch bis zum Schibengütsch und zur Alp Hirswängiberg platziert. Im angrenzenden Bumbachtal befinden sich weitere 18 Anlagen. Eine erste Rekognoszierung wurde im August 1940 durch das Gebirgsschützenbataillon 6 durchgeführt. Da die Baukredite für wichtigere Abwehrabschnitte benötigt wurden, konnte erst ab Frühling 1943 mit dem Festungsbau auf der Schrattenfluh begonnen werden.
Die Sperrstelle gilt aufgrund der für die 8. Division typischen Kavernenbauten als Objekt von «nationaler Bedeutung». Die Anlagen wurden einfach und billig ausgeführt. Teilweise wurden vorhandene Karsthöhlen zu Unterständen und Waffenständen ausgebaut. Einige Anlagen befinden sich in ausgesetzter Höhenlage, sogenannte «Adlerhorststellungen».
Das Infanteriewerk Schybenaufstieg wurde in einer natürlichen Höhle erstellt und mit einer Materialseilbahn zum oberen Eingang erschlossen. 
Die ehemalige Unterkunftshütte (1904 m ü. M.) des Infanteriewerks Strick A 2363 wurde 1950 von der Festungswachtkompanie 15 verkauft. Seit 1951 ist die SAC Sektion Emmental Eigentümerin der Heftihütte. Die Werke wurden vom Infanterieregiment 37 und dem Gebirgsschützenbataillon 6 besetzt und 2001 entklassifiziert.
- Infanteriewerk Bärsili, Flühli ⊙
- Infanteriewerk Strick A 2363 mit Seilbahn MSB 43 Dürrüteli-Strick ⊙
- Unterstand Hengst A 2365 ⊙
- Unterstand Rossstall A 2367 ⊙
- Unterstand Böli A 2368 ⊙
- Unterstand Kessi A 2369: Unterstand aus Holz in Felsnische ⊙
- Infanteriewerk Schybenaufstieg A 2370: mobile 4,7 cm Infanteriekanone, zwei Mg 11 mit Pivotlafette ⊙
- Unterstand Schybehöhle A 2371 ⊙
- Unterstand Krete A 2372 ⊙
- Infanteriewerk Achsgütsch A 2373 ⊙
- Infanteriewerk Hirswängiberg A 2374 mit Seilbahn, Marbach ⊙
- Unterstand Salzbode, Flühli 1101 ⊙
- Unterstand Schlüechtli, Flühli 776 ⊙
- Unterstand Oberschlag, Sörenberg 1117 ⊙
- Unterstand Chlus, Sörenberg 1118 ⊙
- Unterstand Ober Imbärgli, Sörenberg 1270 ⊙

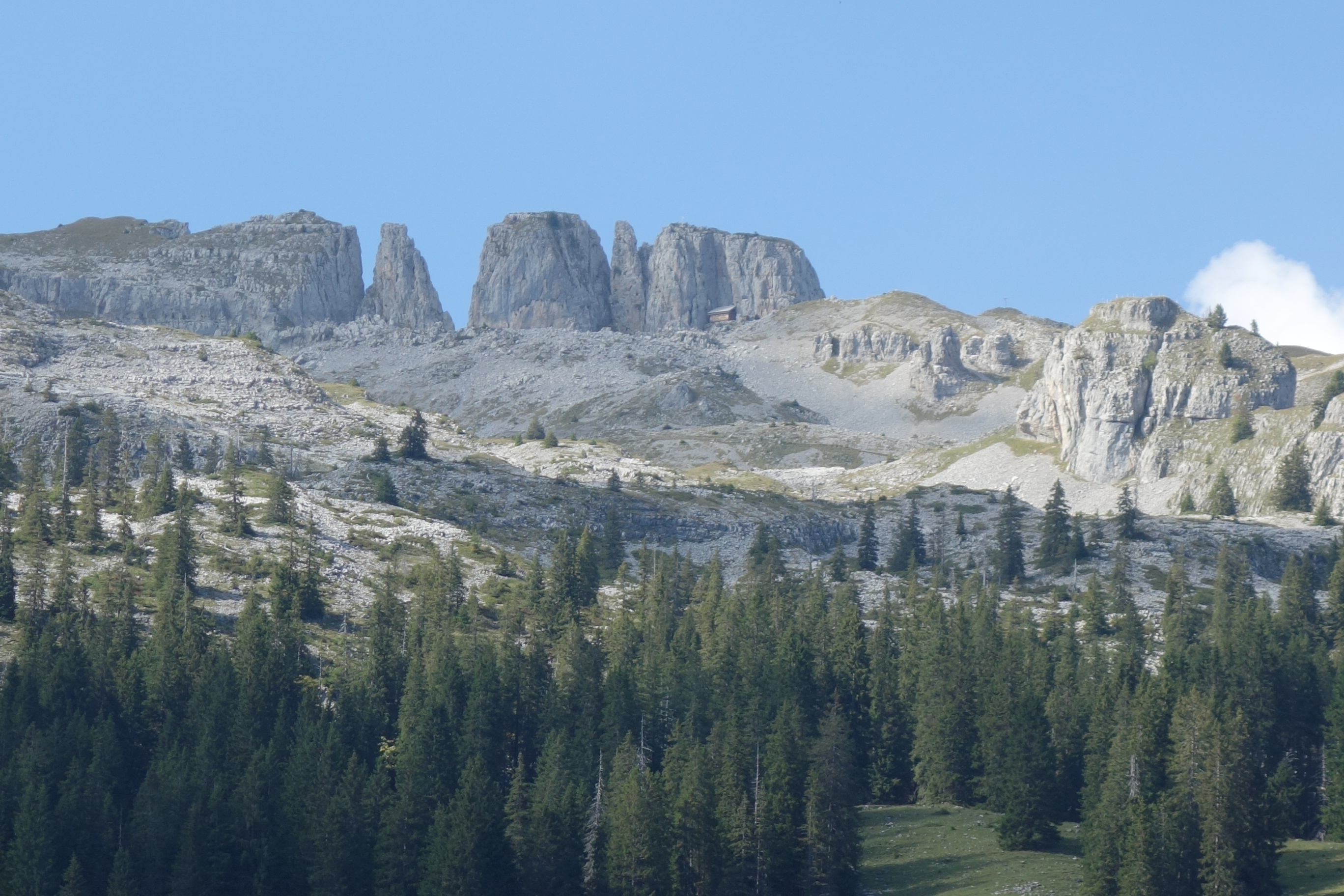
Schrattenfluh mit Heftihütte
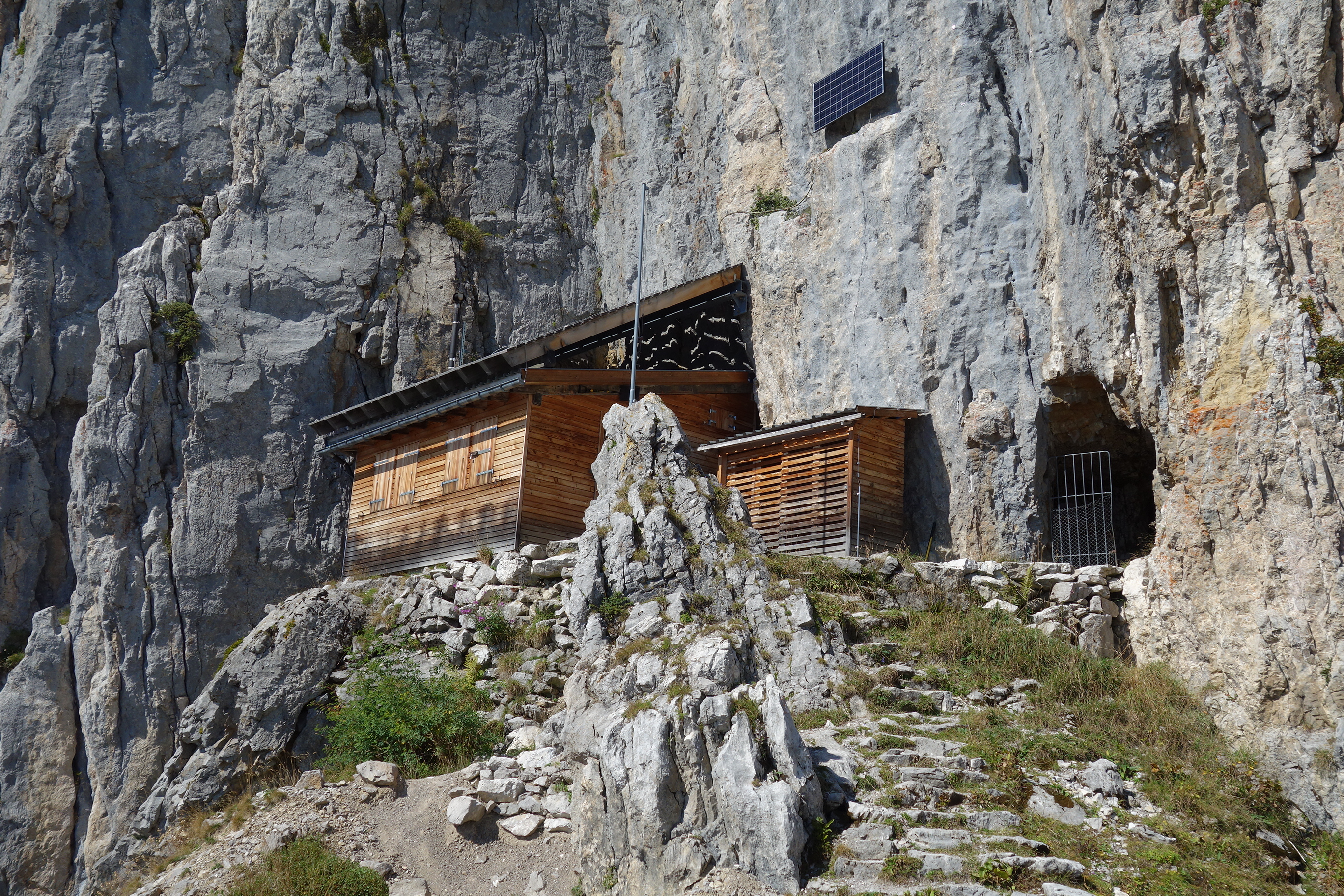
Heftihütte mit Eingang Infanteriewerk Strick
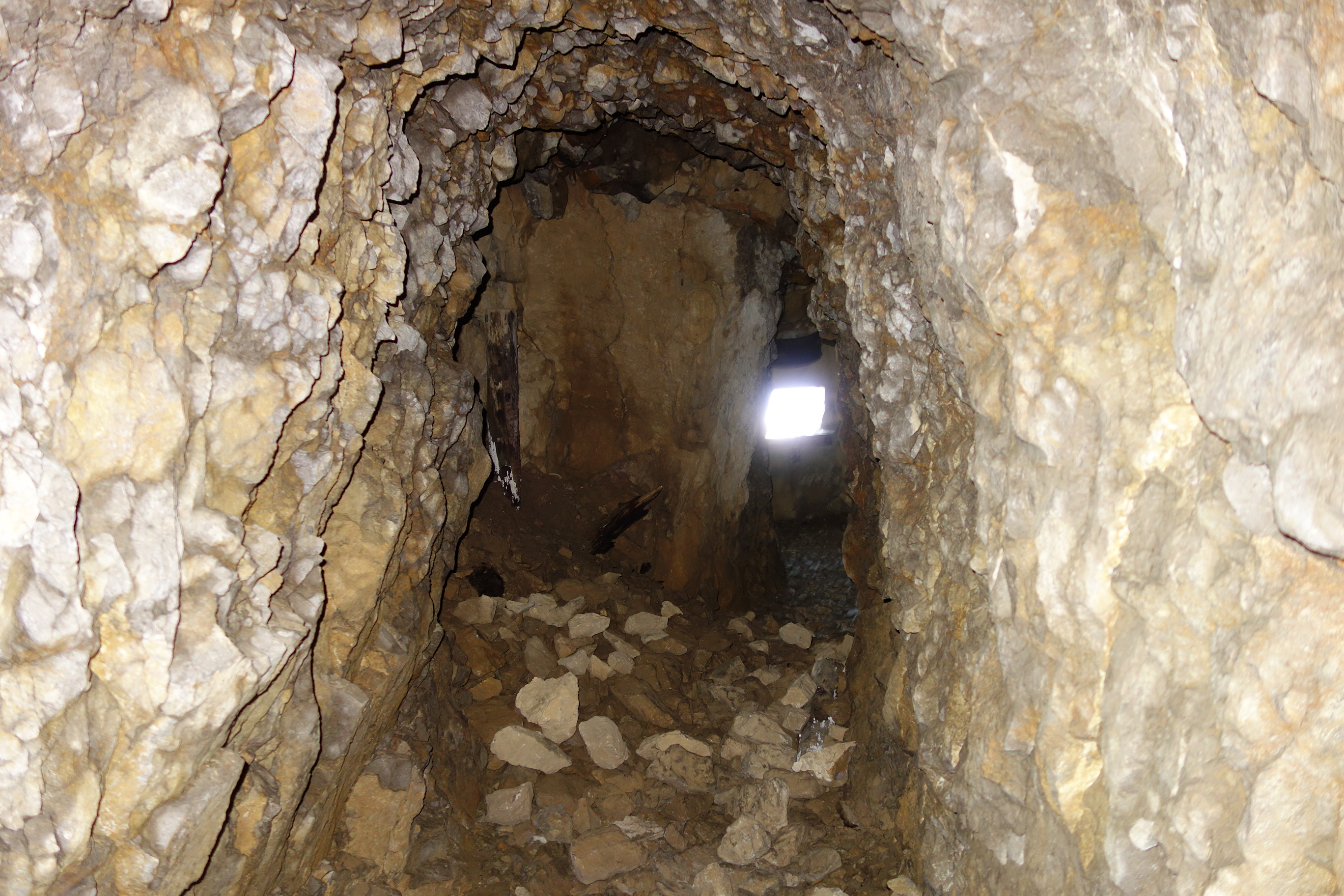
Infanteriewerk Strick Scharte innen
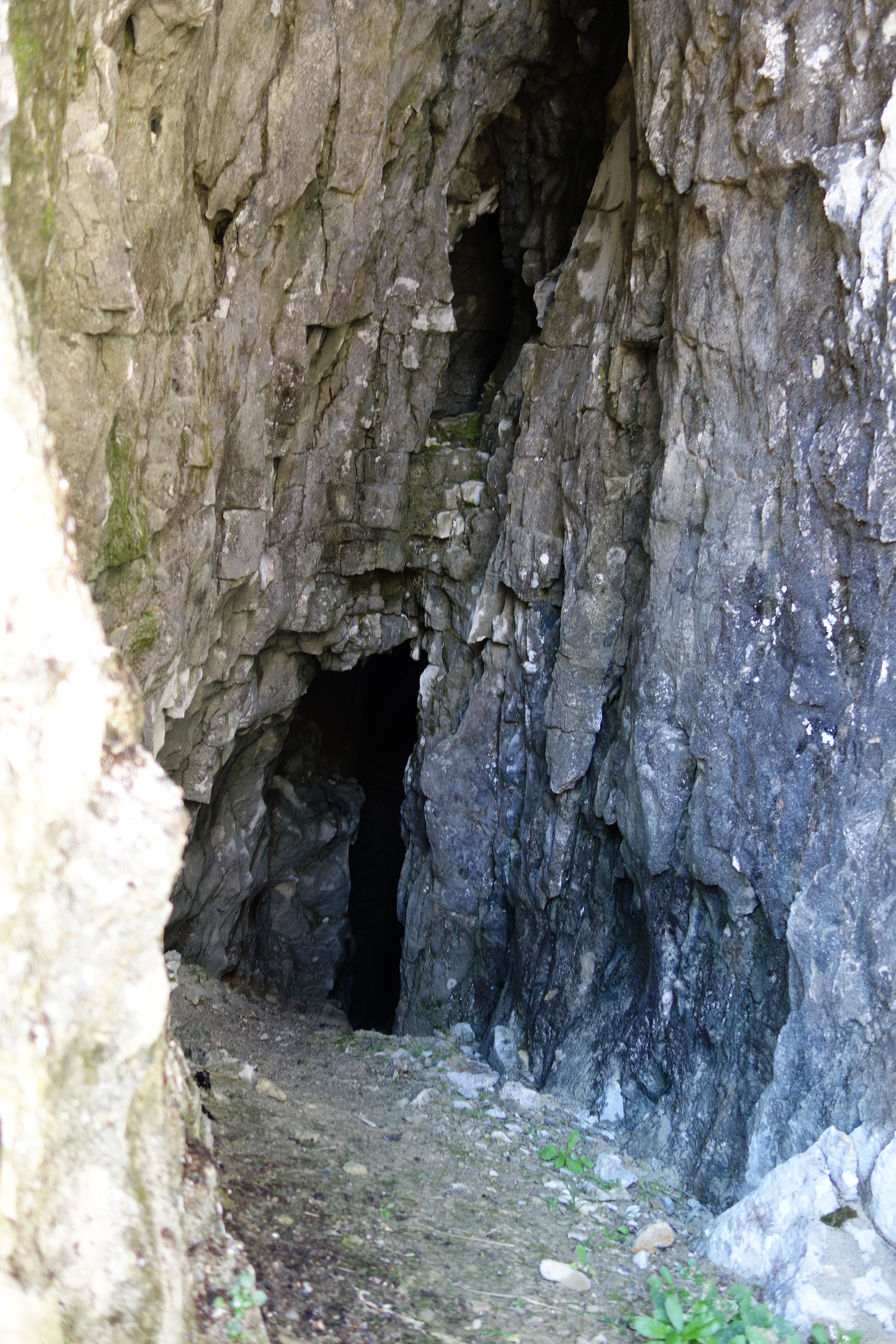
Karsthöhle
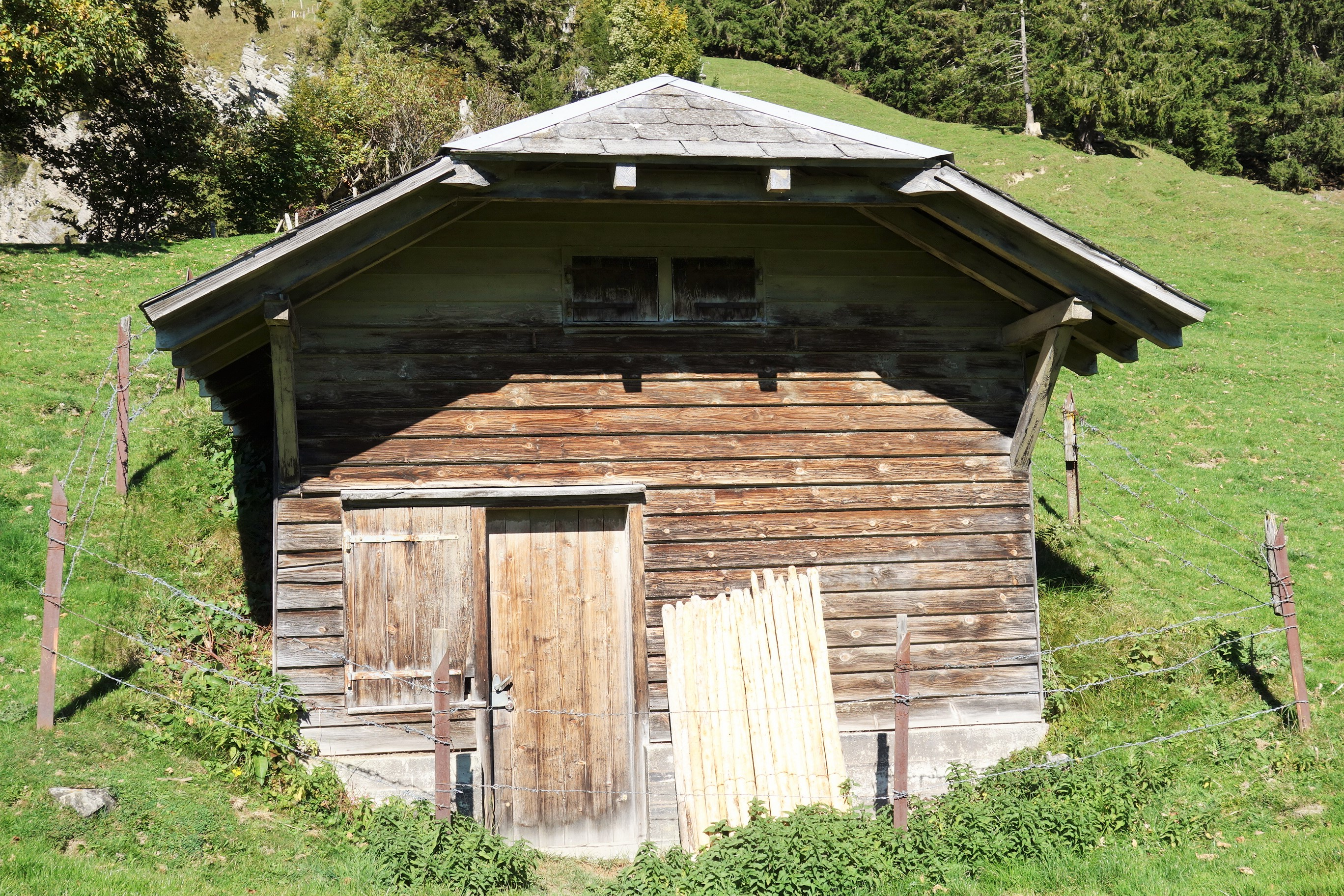
Infanteriewerk Hirswängiberg, Eingang

## Sperrstelle Bumbachtal-Kemmeribodenbad
Das Bumbachtal (Kanton Bern) bildete mit seinen 18 Anlagen während des Zweiten Weltkriegs die südwestliche Abschnittsgrenze der 8. Division (bis Hohgant) und schloss sich an die Sperrstelle Schrattenfluh an. Die Strasse nach Kemmeribodenbad entlang der Emme wurde unter anderem durch das Infanteriewerk Hirswängiberg und Sprengobjekte gesichert.
- Unterstand Chüblisbüel, Sörenberg 1138 ⊙
- Unterstand Chüblisbüelegg, Sörenberg 1139 ⊙
- Unterkunft Kemmeribodenbad, Schangnau
- Felsunterstand Hirschwangiberg BE 608, Schangnau ⊙[11]

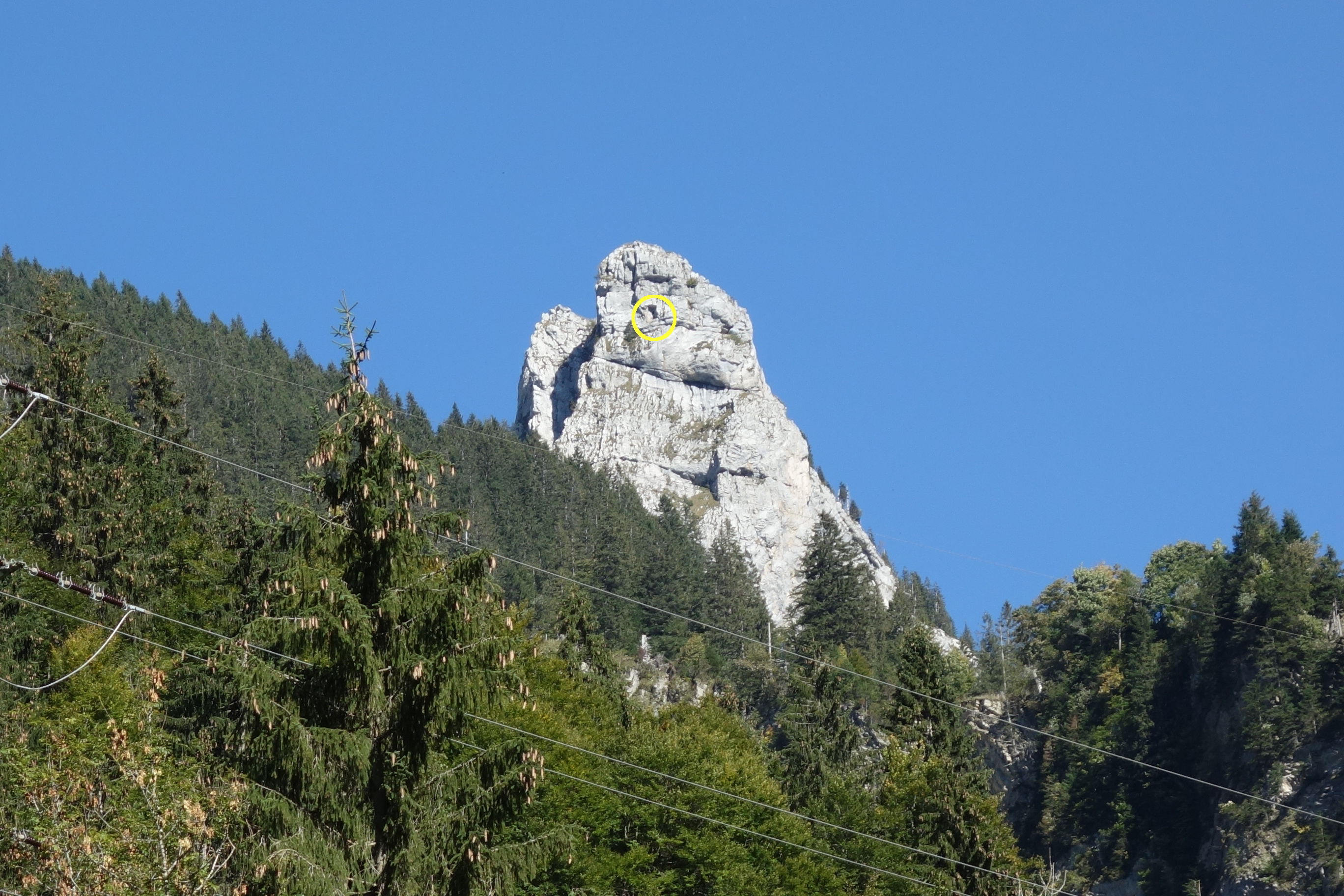
Infanteriewerk Achsgütsch mit Scharte
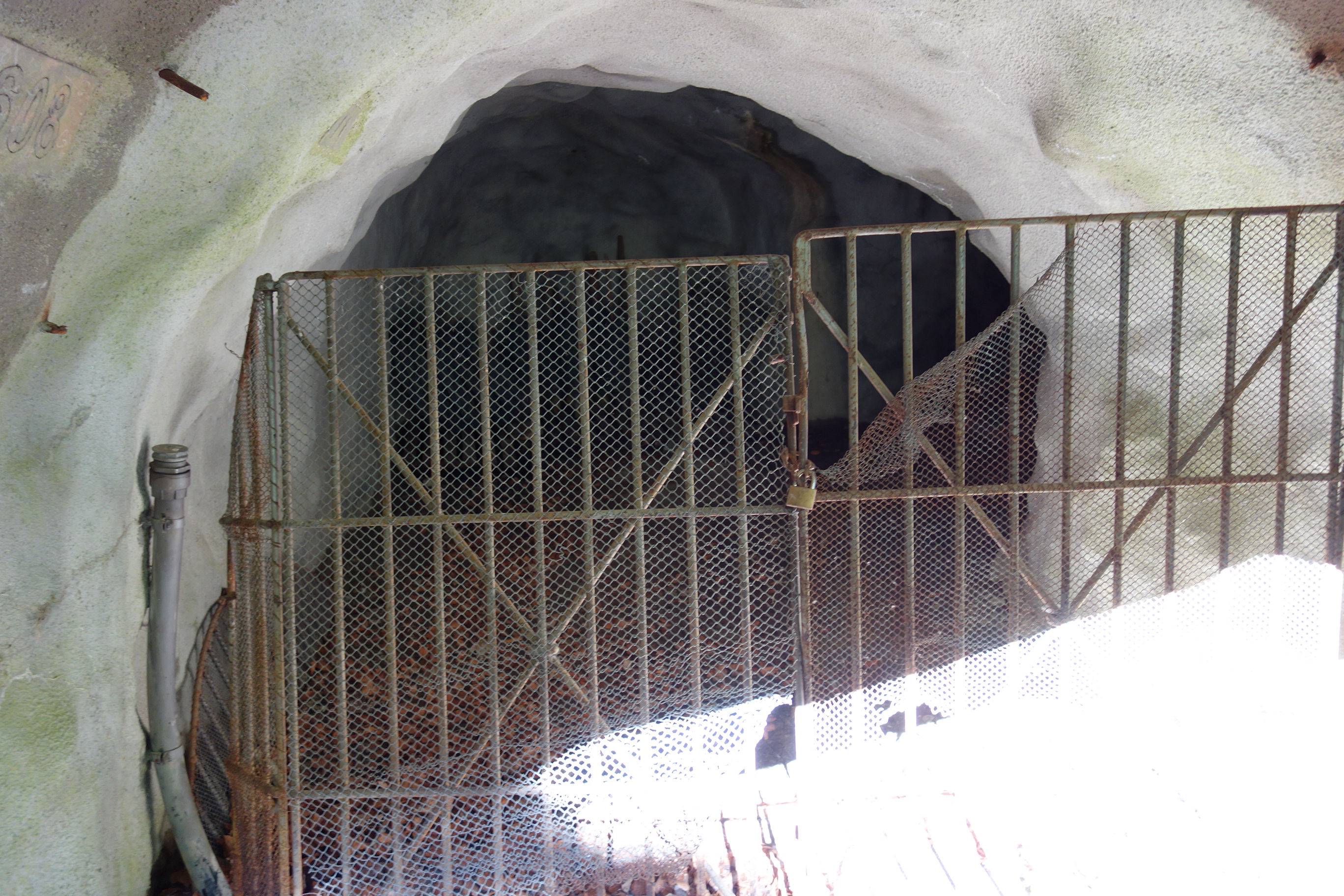
Felsunterstand Bumbachtal
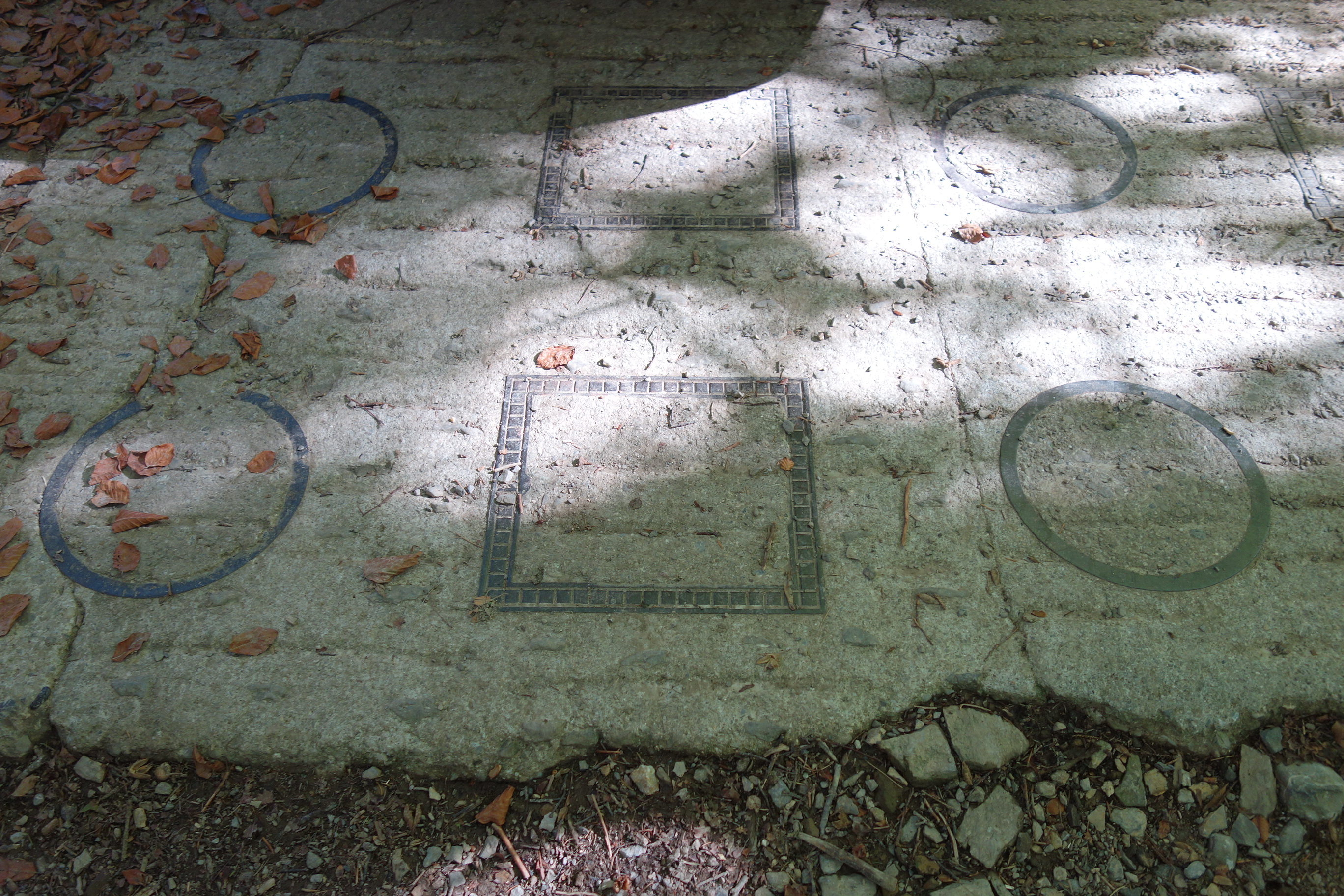
Barrikade Bumbachtal

## Sperrstelle Wolhusen
Die Sperrstelle Wolhusen lag auf der Grenze zwischen der Mechanisierten Division 4 und der Aufklärungskompanie III/8.
- Infanteriewerk Wolhusen Ost  A 2300		⊙
- Infanteriewerk Wolhusen Ost  A 2301		⊙
- Infanteriewerke Wolhusen West A 2302		⊙
- Infanteriewerke Wolhusen West A 2303		⊙

## Verein Festungsanlagen Entlebuch
Der Verein Festungsanlagen Biosphäre Entlebuch kümmert sich um die historische Erhaltung der militärischen Anlagen. Dazu gehört die Umnutzung von militärischen Bauten in eine zivile Nutzung.